# 冷少杰
冷少杰（1963年4月16日—），吉林梨树人，中共二十大代表丶中国人民解放军中将。
1982年10月参加中国人民解放军，历任战士、排长，团组织干事，师宣传干事、政治教导员，炮兵团政治处主任，装甲3师政治部副主任。2001年12月起，任装甲9团政委、装甲3师政治部主任。2010年5月起，任装甲3师政委、115师政委，第39集团军政治部副主任。2016年1月任北部战区陆军政治工作部副主任。2018年9月，任陆军后勤部政委。2021年8月升任中部战区副政委兼政治工作部主任。2024年12月，转任海军副政委。
2016年7月晋升少将军衔，2021年8月晋升中将军衔。